# Смирнов Леонід Васильович (голова Трускавецького міськвиконкому)
Леонід Васильович Смирнов (1919, селище Братське, тепер Пестовського району Новгородської області, Російська Федерація — січень 1965, місто Трускавець Львівської області) — радянський політичний діяч, партизан, секретар Ровенського і Дрогобицького обкомів ЛКСМУ, голова Трускавецького міськвиконкому Львівської області.

## Життєпис
Народися в родині селянина-бідняка. Після закінчення середньої школи розпочав трудову діяльність. У 1937 році вступив до комсомолу.
З 1939 року — в Червоній армії, командував радіостанцією артилерійського полку. Учасник німецько-радянської війни. У лютому 1942 року потрапив у оточення німецьких військ на Поліссі. З 1942 року воював у партизанському з'єднанні Олександра Сабурова. З травня 1943 року був командиром взводу, помічником комісара із комсомолу Ровенського партизанського з'єднання № 1 Василя Бегма, з червня 1943 по 1944 рік — 1-й секретар Ровенського підпільного обласного комітету ЛКСМУ, член бюро Ровенського підпільного обласного комітету КП(б)У.
Член ВКП(б) з травня 1943 (за іншими даними — з листопада 1944) року.
У лютому 1944—1948 роках — секретар Ровенського обласного комітету ЛКСМУ.
У 1948 — вересні 1950 року — 1-й секретар Дрогобицького обласного комітету ЛКСМУ.
З вересня 1950 року — слухач Київської Вищої партійної школи при ЦК КП(б)У.
До 1957 року — заступник завідувача відділу партійних, профспілкових і комсомольських органів Дрогобицького обласного комітету КПУ.
У 1957—1963 роках — голова виконавчого комітету Трускавецької міської ради депутатів трудящих Дрогобицької (Львівської) області.
У березні 1963 — січні 1965 року — голова Ради з управління курортами міста Трускавця Львівської області. Помер наприкінці січня 1965 року.

## Нагороди
- орден Леніна
- орден Червоного Прапора
- орден «Знак Пошани»
- медаль «За бойові заслуги»
- медаль «Партизанові Вітчизняної війни» 1-го ст.
- медалі